# Clermont Pépin
(Jean Joseph) Clermont Pépin (født 15. maj 1926 i Quebec - død 2. september 2006 i Montreal, Canada) var en canadisk komponist, pianist, lærer og rektor.
Pépin hører til Canada´s vigige komponister fra det 20. århundrede. Han studerede hos Claude Champagne, og senere på Curtis Institute of Music In Philadelphia USA (1941-1944). Han fik i 1949 et stipendium, hvorefter han tog til Paris, og studerede hos Arthur Honegger, Andre Jolivet og Olivier Messiaen. Pepin har skrevet fem symfonier, orkesterværker, strygekvartetter, balletmusik etc.
Han underviste på Conservatoire de Musique du Quebeck á Montreal (1955-1964), og var rektor samme sted (1967-1972). Pépin har bl.a. undervist Jacques Hétu og André Prévost.

## Udvalgte værker
- Symfoni nr. 1 (1948) - for orkester
- Symfoni nr. 2 (1957) - for orkester
- Symfoni nr. 3 "Kvasarer" (1967) - for orkester
- Symfoni nr. 4 "Masse på Verden" (1974) - for bas, kor og orkester
- Symfoni nr. 5 "Implosion" (1983) - for orkester
- 5 Strygekvartetter (1948, 1956, 1959, 1960, 1976)
- "Adagio" (1947-1956) - for strygeorkester
- "Chroma" (1973) - for orkester
- Koncert (1988) - for orkester
- "Helvedes porte" (1953) - ballet
- "Fugl Fønix" (1956) - ballet